# Старый Сентег
Старый Сентег — деревня в Завьяловском районе Удмуртии, входит в Шабердинское сельское поселение. Находится в 18 км к западу от центра Ижевска.